# Paus Clemens III
Clemens III, geboren als Paulino/Paolo Scolari (Rome, geboortedatum onbekend - aldaar, 27 maart 1191) werd tot paus verkozen op 19 december 1187 en voerde zijn pontificaat tot zijn dood op 27 maart 1191.
Voordien was hij achtereenvolgens aartspriester van Santa Maria Maggiore, vervolgens kardinaal-deken van Sergio e Bacco en ten slotte vanaf 1181 kardinaal-bisschop van Palestrina.
Bij de aanvang van zijn pontificaat werd hij vooreerst geconfronteerd met een zo goed als leeggelopen college van kardinalen dat nog amper 20 leden telde. In drie promoties benoemde hij de drie volgende jaren meer dan 30 nieuwe kardinalen.
In april 1189 sloot hij een vredesakkoord met Frederik I Barbarossa, het Verdrag van Straatsburg, waardoor hij de volledige teruggave van de Pauselijke Staten bekwam en hij, als paus én bisschop van Rome, zich eindelijk weer kon vestigen in Rome.
Dit betekende niet dat alle plooien tussen Paus en Keizer gladgestreken waren : aan de ene zijde wilde paus Clemens III dan wel Hendrik VI tot Rooms-keizer kronen (door zijn overlijden uitgevoerd door zijn opvolger) maar anderzijds droeg hij Sicilië over in handen van Tancred van Lecce tégen de aanspraken van de keizer in.
Hij riep de christelijke koningen van Frankrijk en Engeland én de Rooms-Keizer op tot deelname aan de Derde Kruistocht (die pas tijdens het pontificaat van zijn opvolger gestalte zou krijgen).
Niet te verwarren met tegenpaus Clemens III (omstreeks 1080).
Cursief: tegenpaus